# Rameau podolique

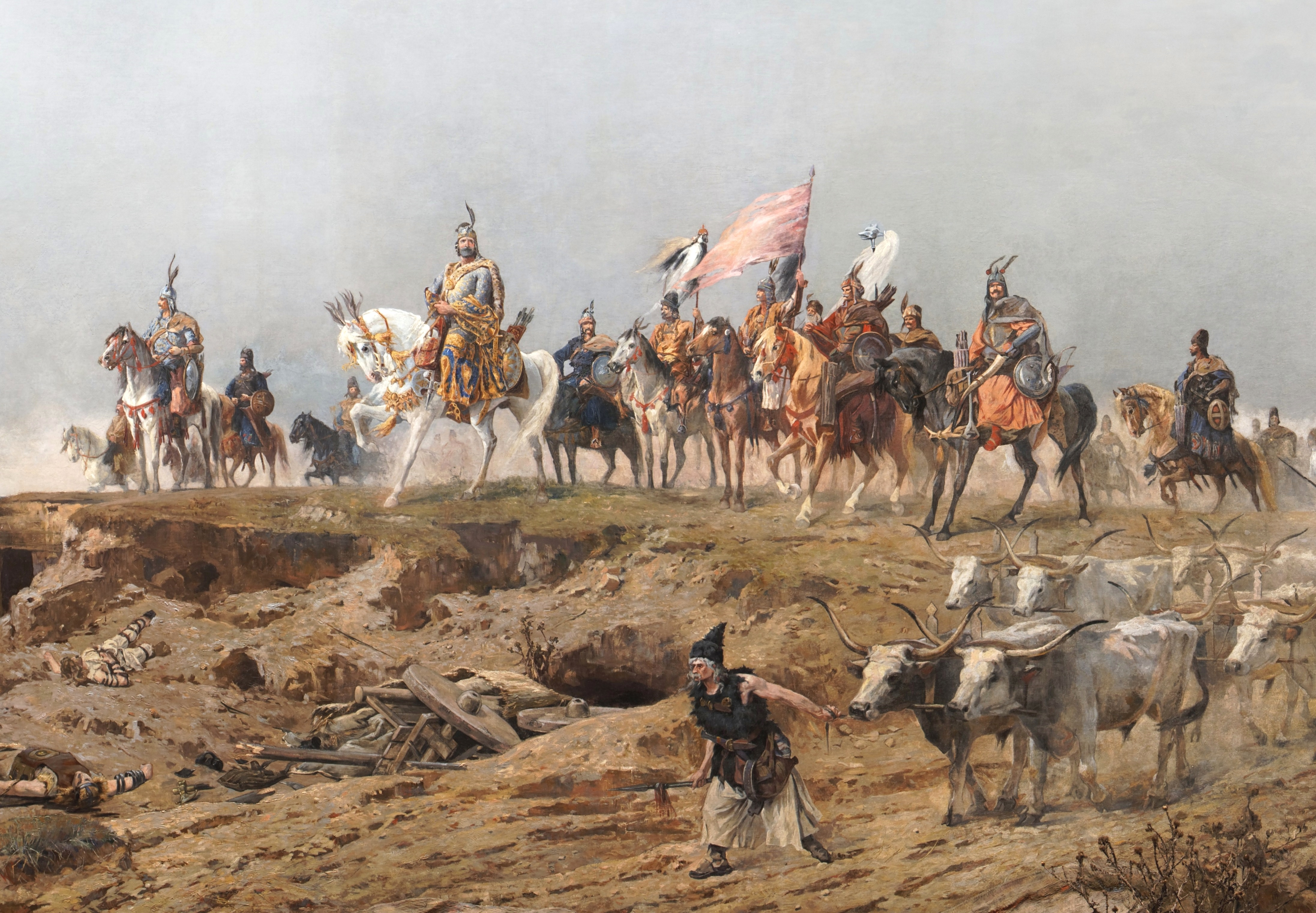
Bovins accompagnant un peuple en migration, image d'Épinal de l'origine des races podoliques.

Le rameau podolique est un groupe de races bovines regroupées suivant des caractères physiques voisins.

## Caractéristiques communes
Les animaux rapprochés de ce rameau sont de couleur grise, avec des nuances allant du gris sombre anthracite au gris très clair presque blanc. Souvent un dimorphisme sexuel important est présent, la vache étant grise à peu près uniforme, le taureau étant plus foncé au niveau du garrot et de la tête.
Ces races ont généralement des cornes fines et longues. 
Les veaux naissent froment à roux et deviennent progressivement gris durant leur première année.

## Origine

### Géographique
Ce rameau tire son nom de son origine en Podolie. Cette plaine de l'actuelle Ukraine est constituée du plateau de Podolie, une unité géologique sédimentaire calcaire de plateau à rivières et ruisseaux encaissés.

### Historique
Des bovins étaient élevés en Podolie dès la préhistoire. À la fin de l'Empire Romain, différents peuples passés dans la région vont utiliser les bovins locaux pour tirer leurs chariots. Ils vont ainsi amener des animaux qui vont se métisser avec des races d'Europe occidentale. 

## Races apparentées
La podolica est une race italienne importante par son rôle génétique, si ce n'est par une importance numérique en net retrait depuis le XXe siècle. Métissée avec des races locales, elle a donné de nombreuses races, aujourd'hui à petit effectif. Elle pourrait avoir été introduite par les Ostrogoths, arrivés en Italie en 488 sus le commandement de Théodoric le Grand ou par les Lombards arrivés au VIe siècle. 
Le Bœuf gris de Hongrie est une race élevée dans la grande plaine de Hongrie depuis des siècles, dans la Puszta, une zone de steppe de faible valeur agricole, restée terre d'élevage. Il serait arrivé avec les Magyars au Xe siècle, venus de l'Oural et passés par l'Ukraine avant de fonder la Hongrie.
La gasconne, race du sud de la France, est citée comme appartenant aux grand rameau des grises du centre et du sud de l'Europe. Ses ancêtres pourraient avoir des bovins amenés par les Wisigoths.

## Controverse
La théorie d'une origine ukrainienne des races podoliques italienne a été formulée au XIXe siècle sur la base d'observations visuelles. Cette théorie a été battue ne brèche à partir des années 1980, à la suite du développement de la génétique moléculaire.

## Galerie de photos

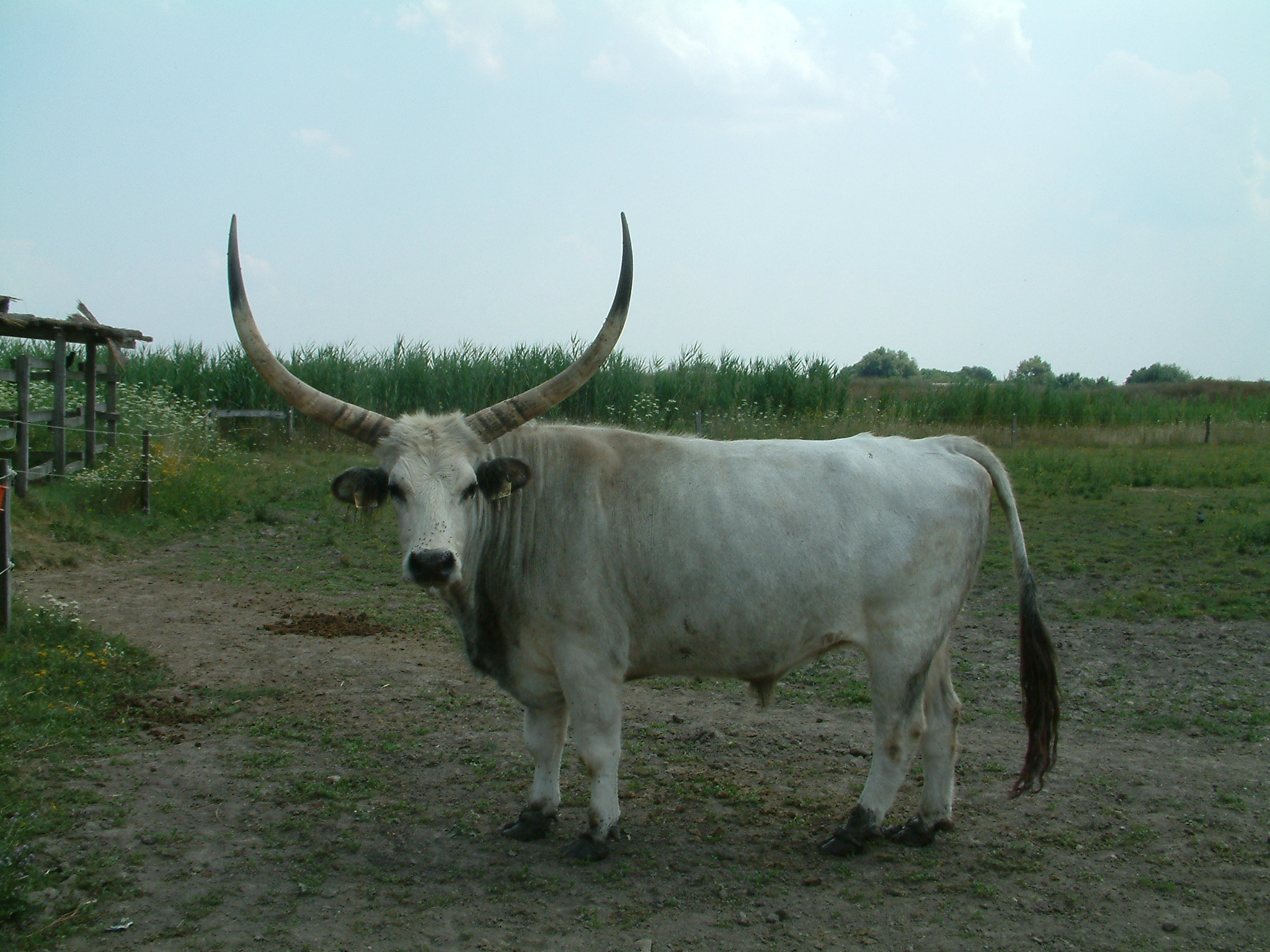
Bœuf gris de Hongrie.
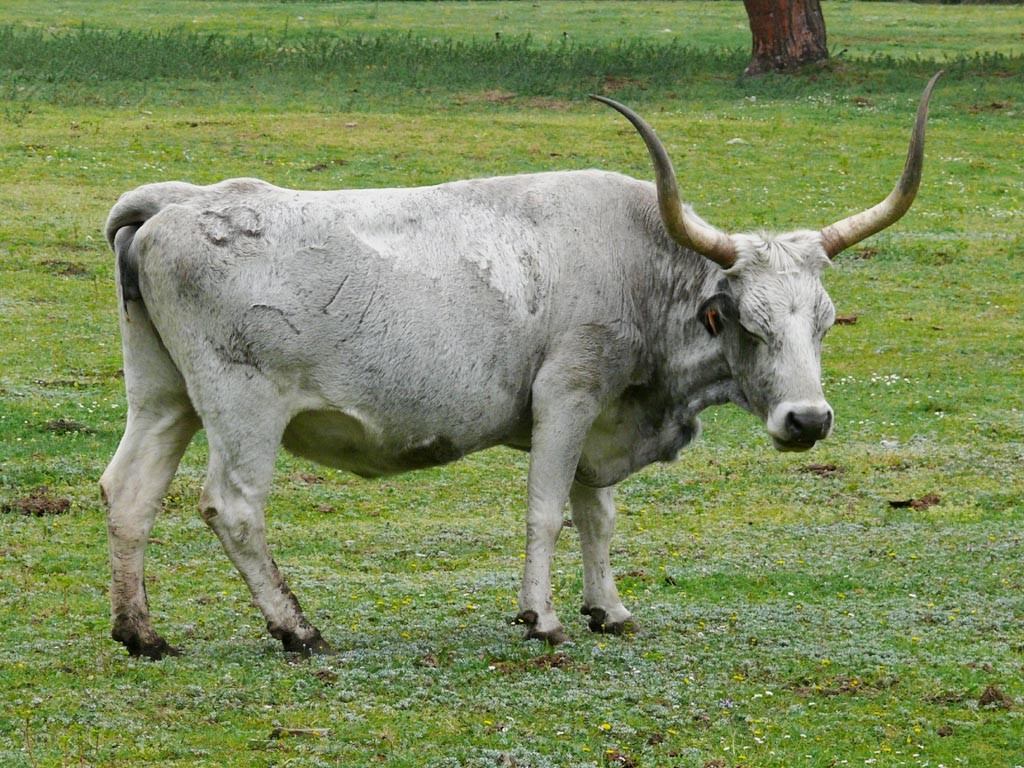
Maremmana en Italie
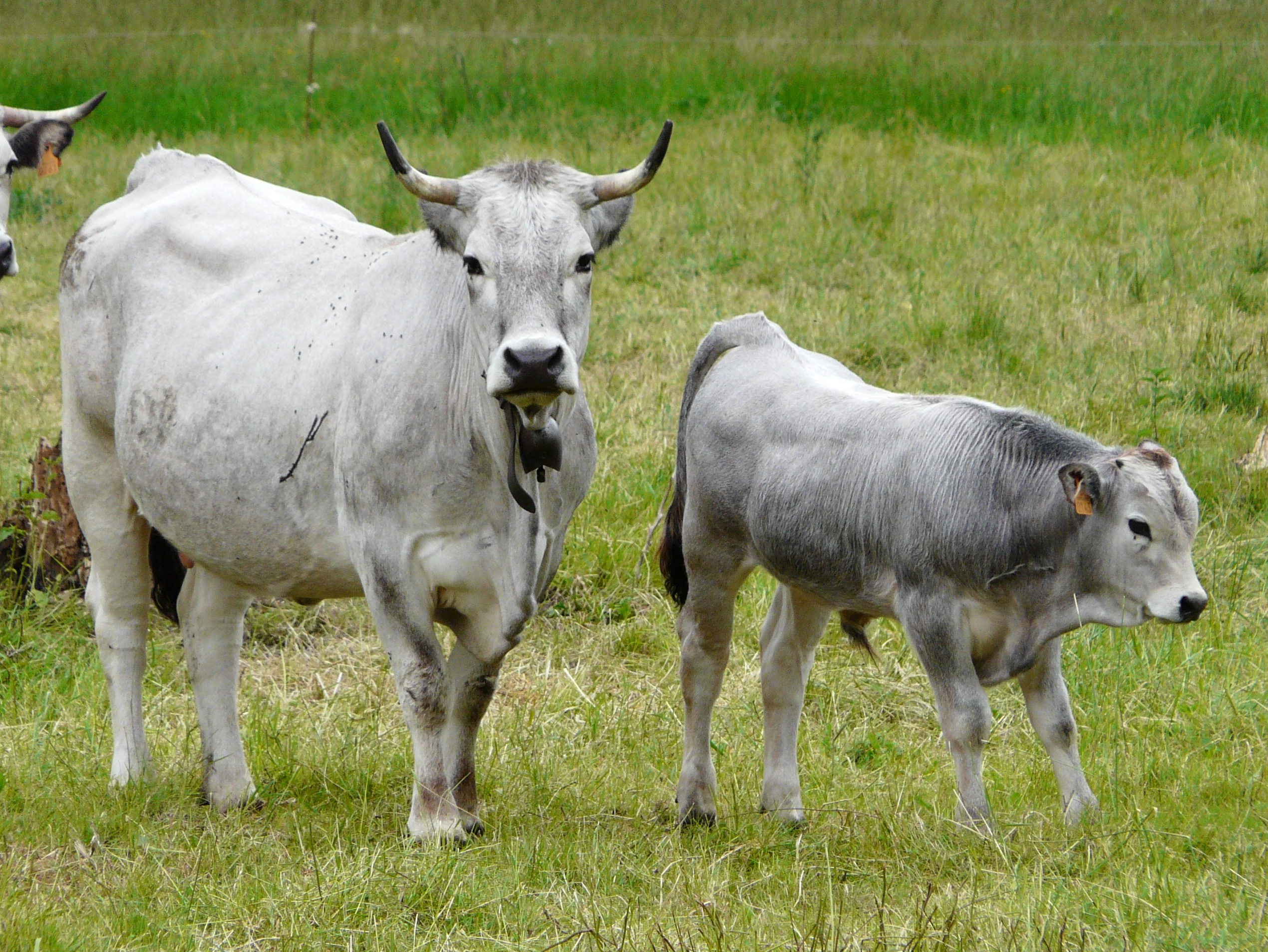
Gasconne et son veau en France.
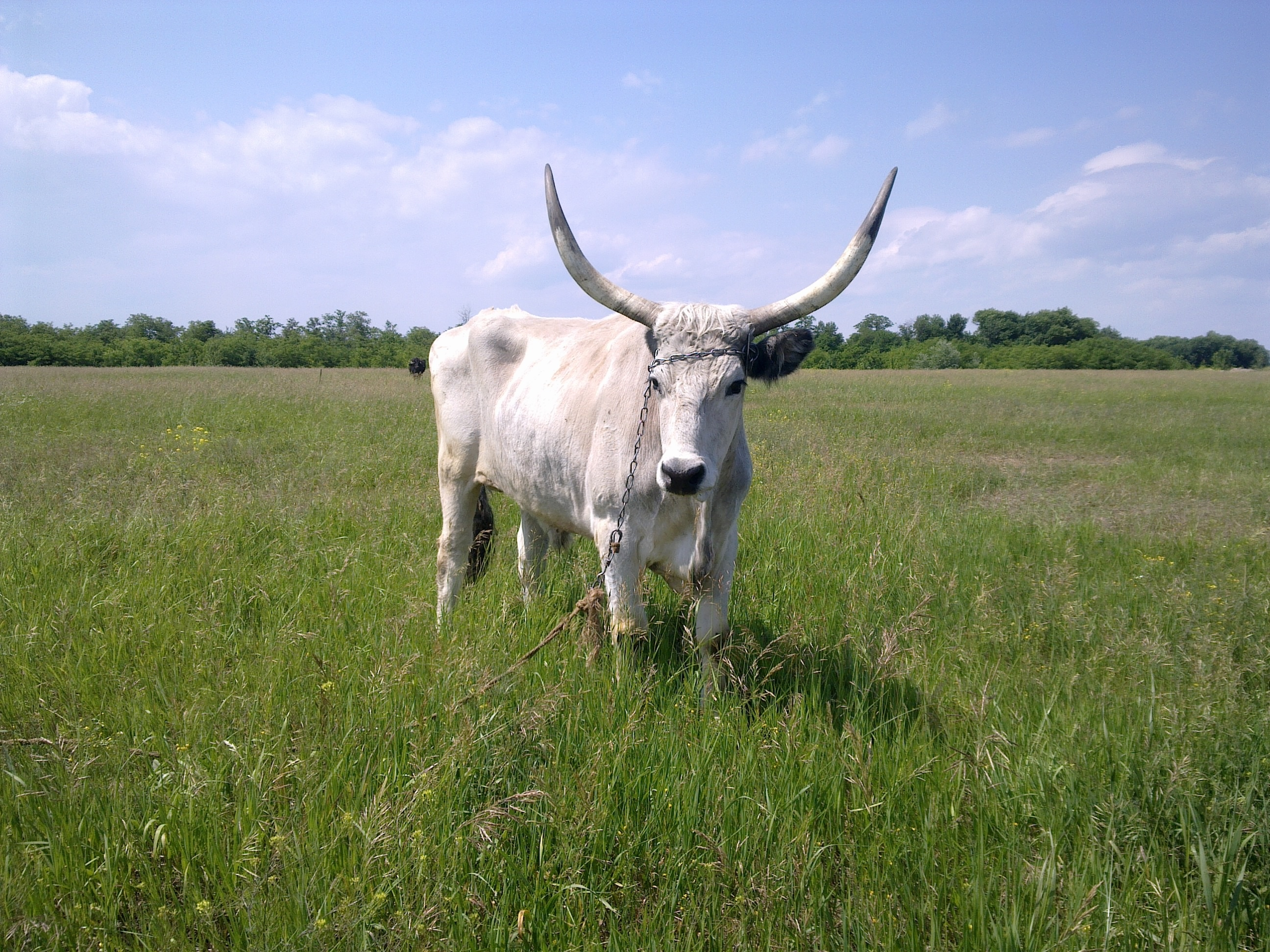
Vache ukrainienne.
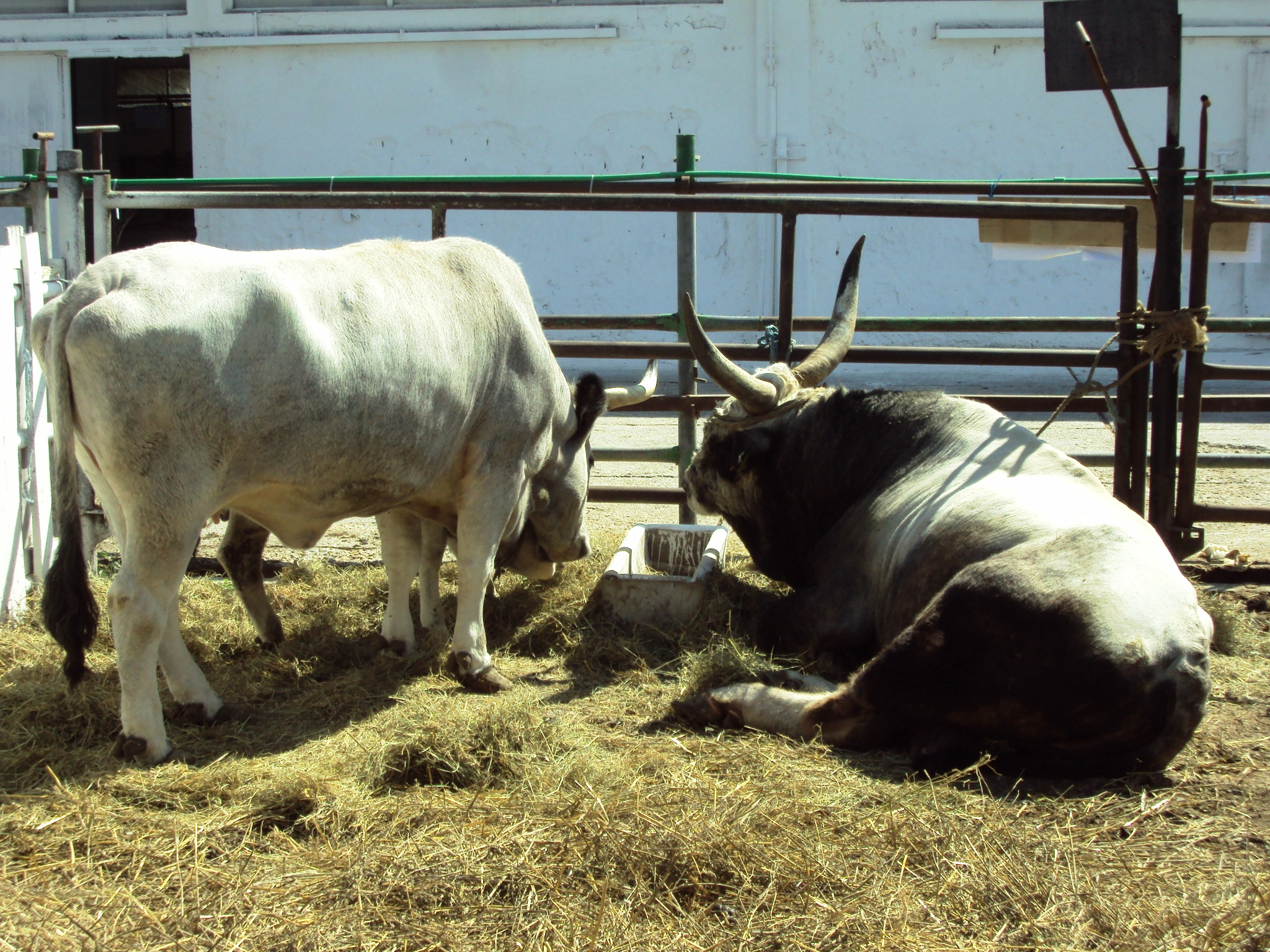
ovins en Croatie.

## Sources